# Kavrepalanchok (distrito)
Pronunciação
Kavrepalanchok é um distrito da zona de Bagmati, no Nepal. Tem como sede a cidade de Dulikhel, cobre uma área de 1 396 km² e a sua população é de 385 672 habitantes (no censo de 2001).